# Baréma Bocoum
Pour les articles homonymes, voir Bocoum.
Baréma Bocoum, né le 1er janvier 1914 à Mopti et mort le 3 mars 1973 à Bamako (Mali), est un homme politique français puis malien. Il a notamment été ministre des affaires étrangères de 1961 à 1964.

## Biographie
Il est le premier maire élu de la ville de Mopti de 1956 à 1967.
Sa petite-fille est l'entrepreneuse Aminata Bocoum.